# Methylglyoxal
Methylglyoxal (systematický název 2-oxopropanal) je organická sloučenina se vzorcem CH3(CO)CHO, po glyoxalu druhý nejjednodušší oxoaldehyd. V plynném skupenství má dvě karbonylové skupiny, ovšem ve vodném roztoku existuje ve formě hydrátů a oligomerů.

## Chemické vlastnosti
Oxidací methylglyoxalu vzniká kyselina pyrohroznová, částečnou redukcí aldehydové skupiny 2-oxo-propan-1-ol, úplnou redukcí aldehydové skupiny aceton. Redukcí ketoskupiny vzniká laktaldehyd, z něhož lze oxidací aldehydové skupiny získat kyselinu mléčnou. Redukcí aldehydové i ketoskupiny vzniká propylenglykol.

## Výroba
Methylglyoxal se průmyslově vyrábí rozkladem sacharidů za použití methylglyoxalsyntázy.

## Biochemie
V organismech se methylglyoxal vytváří jako vedlejší produkt různých metabolických drah. Může vznikat z 3-aminoacetonu, který je meziproduktem katabolismu threoninu, nebo během peroxidace lipidů, ovšem nejvýznamnějším zdrojem je glykolýza. Zde se methylglyoxal tvoří při neenzymatickém odštěpení fosfátu z glyceraldehydfosfátu a dihydroxyacetonfosfátu, meziproduktů glykolýzy. Jelikož je methylglyoxal značně cytotoxický, v organismu existuje několik detoxikačních mechanismů, například glyoxalázový systém. Methylglyoxal reaguje s glutathionem za vzniku hemithioacetalu. Ten je poté glyoxalázou I převeden na S-D-laktoyl-glutathion a následně glyoxalázou II metabolizován na D-laktát.
Nedávno byl identifikován mechanismus aktivity methylglyoxalu v lidském těle. Methylglyoxal se váže přímo na nervová zakončení a takto zhoršuje chronické bolesti končetin u diabetické neuropatie.

## Přirozený výskyt
Díky zvýšené glykémii se v krvi diabetiků vyskytuje i zvýšené množství methylglyoxalu, který je spojován s aterosklerózou.